# Талловеров
Талловеров — хутор в Кашарском районе Ростовской области.
Административный центр Талловеровского сельского поселения.

## География
Находится на высоте 98 м над уровнем моря, на реке Мечетной.

### Улицы
- ул. Береговая,
- ул. Киевская,
- ул. Песчаная,
- ул. Российская,
- ул. Степная,
- ул. Украдыженко,
- ул. Южная.

## История
Правый берег реки Мечетная стал заселяться в конце XVIII века. Здесь один за другим стали появляться казачьи поселения, получившие названия Николаевка, Курниковка, Водяной. В 1810 году было основано поселение Туроверово, названо по фамилии помещиков Туроверовых, бывших его основателями. Место для основания поместья избрали на острове посреди реки. С берегом остров соединялся  подземным ходом. 
После 1861 года и отмены крепостного права на территории села стали появляться зажиточные крестьяне, происходило расслоение общества. Это привело к тому, что в 1875 году среди крестьян Туровера произошло восстание. В начале XX века Туроверов решил открыть школу, в которой бы был сделан уклон на изучение «Закона Божего». Учителями в школе были дочери местных помещиков. Семья Туроверовых владела этими землями до 1917 года. 
После 1920 года на хуторе Талловерово возникло общество по совместной обработке земли. В него частично вошли жители села. Туроверскому СОЗу была выделена площадь в размере 1500 гектар. В селе работала школа, которая находилась в доме бывшего отставного генерала царской армии. Школа переехала в Туроверово в 1925 году из села Усть-Мечетка. В 1927 году для нужд общества был куплен первый трактор «Путиловец». Туроверский СОЗ существовал до 1930 года. Зимой 1930 года был организован первый колхоз на базе мелких крестьянских хозяйств. В первый колхоз, получивший название «Победа Октября», вошли хутора Усть-Мечетка, Новоселовка, Полтава, Анновка и часть хутора Туловерово. Другая часть Туловерова отошла к коммуне «Знамя Коммуны». Второй колхоз получил название «Подтелкова и Кривошлыкова». В составе коммуны было 50 коров, 40 пар волов, 60 свиней, 1000 овец и 60 лошадей. В 1930 году членами коммуны было около 150 людей.
Магазин на хуторе появился в 1933 году, в это же время построили клуб. В этом году вместо коммуны в этом месте был организован колхоз «Знамя коммуны». В июле 1942 года Талловерово заняли фашистские войска, которые покинули поселок через полгода в декабре месяце. В 1950-х годах состояние многих построек в селе было неудовлетворительным. Основную часть из них представляли глинобитные дома, которые покрывали камыш и солома. В середине 1950-х годов прошло объединение трех колхозов: Знамя Коммуны, Подтелкова и Кривошлыкова, им. Штенгардта. На месте их объединения появился колхоз «Рассвет». Его специалисты начали работать над увеличением плодородности почвы посредством внесения органических удобрений. Началось строительство сельскохозяйственных зданий: телятников, конюшен, птичников, силосных ям. В колхозе работало несколько мельниц. 
До 1958 года село Талловерово относилось к Киевскому району Смолинского сельского совета. В 1963 оно вошло в состав Кашарского района. В 1960-х годах увеличилась численность человек, проживающих в колхозе. Были построены стадион, школа, магазин, в населенном пункте появился общественный водопровод.

## Экономика
Сельскохозяйственные производственные кооперативы «РАССВЕТ» и «КИЕВСКИЙ».

## Население
| 2010 |
| ---- |
| 811  |

### Известные люди
На хуторе родился Украдыженко, Иван Порфирьевич — Герой Советского Союза.